# NGC 5947
NGC 5947 (również PGC 55274 lub UGC 9877) – galaktyka spiralna z poprzeczką (SBbc), znajdująca się w gwiazdozbiorze Wolarza. Odkrył ją 18 czerwca 1884 roku Édouard Jean-Marie Stephan. Jest to galaktyka z aktywnym jądrem.